# Leucaniodes periconia
Leucaniodes periconia là một loài bướm đêm trong họ Geometridae.